# 놋페라보

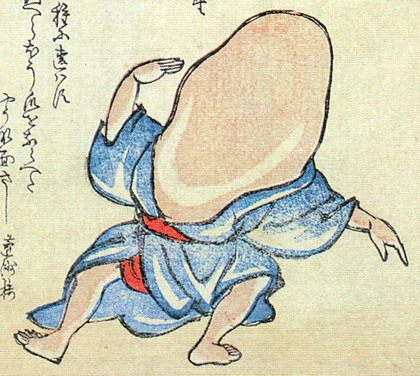
竜斎閑人正澄画《광가백물어(狂歌百物語)》의 놋페라보

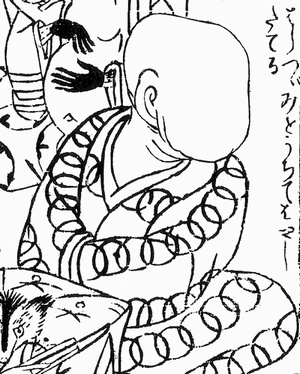
키뵤시《요괴사내평판기(妖怪仕内評判記)》에 그려진 놋페라보. 작화:코이카와 하루마치.

놋페라보(일본어: 野箆坊, のっぺらぼう)는 보통 사람의 모습을 하였지만 얼굴에 눈, 코, 입이 없는 일본의 요괴이다.

## 개요
고이즈미 야쿠모의 《괴담》 중에서 〈무지나〉라는 이야기가 유명하다. 무지나는 나오지도 않고 전형적인 놋페라보 이야기인데 제목만 무지나라서, 무지나가 놋페라보로 둔갑한 것이었음을 시사하는 이야기다. 이와 같이 무지나, 여우, 너구리 등의 동물계 요괴가 인간을 놀라게 하기 위해 변한 것이 놋페라보라는 설이 많다.
메이와 4년(1767년) 괴담집 《신설백물어(新説百物語)》에는 교토의 니조카와라(교토시 나카교구 니조오오하시 부근)에 얼굴에 눈,코, 입이 없는 괴물〈놋페라보〉가 나타나, 놋페라보에게 습격 당한 자의 옷에는 털이 몇가닥 씩이나 붙어 있었다는, 어떤 짐승이 변한 것을 자세히 묘사한 것이 있다. 하지만 정체를 알 수 없는 경우도 있고, 간분 3년 (1663년)의 괴담집 《증여리물어(曾呂利物語)》에서는 쿄의 교이케 정(지금의 교토시 나카교 구)에 신장 7척(약 2.1 미터)의 놋페라보가 나타났다고 서술되어 있으나, 그 정체에 대해서는 아무런 설명이 없다. 민간전승에서는 오사카부 가나가와현의 나카타도군 코토나미 정(지금의 만노정) 등에 나타났다고 전해 내려오고 있다.
또한 때때로 혼죠 7대 불가사의 중 하나인 오이데케보리와 섞여 물고기를 두고 도망가면 놋페라보와 만나지 않는 다는 전개가 있다.(오이데케보리의 괴담도 마찬가지로 너구리 등으로 보고 있다.)
굴곡이 없고 달걀과 같이 매끄러운 물체와 같은 모습이라고도 한다. 또한 자신의 생각이나 주의주장을 가지지 않은 무개성한 인물의 모습에 쓰이기도 한다.

## 전설
에도시대 아카사카의 키노쿠니자카는 날이 저물면 아무도 지나다니지 않는 쓸쓸한 거리였다. 어느 날 밤, 한 상인이 지나갈 때 젊은 여자가 주저앉아 울고 있었다. 걱정스러워 말을 걸자, 그녀가 고개를 들었으나 얼굴에 눈,코, 입이 없었다. 상인이 그 모습을 보고 놀라 혼비백산하여 메밀국수 포장마차로 도망쳤다. 메밀국수 장사꾼이 뒤돌아 선 채 무뚝뚝하게 무슨일이냐고 상인에게 묻자, 상인은 조금 전에 본 괴물에 대해 말하려고 하였으나, 숨이 막혀 말을 할 수가 없었다. 그러자 메밀국수 장사꾼은 "이런 얼굴이요?" 하고 뒤돌아 보았다. 그 또한 놋페라보였기에 놀란 상인은 정신을 잃었다. 그러자 메밀국수 포장마차의 불이 사라지고, 전부 무지나가 변신한 모습이었다고 한다.

## 해설
두 번에 걸쳐 사람을 놀라게 했다는 줄거리의 괴담형식을 띄고 있으나 이것은 〈두번의 괴〉라 불리며, 이 외에도〈슈노본〉이나 〈오오보즈〉 등의 이야기가 있다. 이와야 사자나미의 《대어원(大語園)》등에서는 놋베라보는 즌베라보라는 이름으로 기술되어 있으며, 츠가루 히로사키시의 괴담에서는 즌베라보를 만난 자가 아는 자의 저택으로 뛰어들자, 그 지인의 얼굴도 즌베라보였다는 이야기가 있다. 이와같이 〈두번의 괴〉의 괴담은 중국 고전 《수신기 (捜神記)》에 나오는 〈밤길의 괴〉의 영향을 받은 것이라고도 볼 수 있다.

## 비슷한 요괴

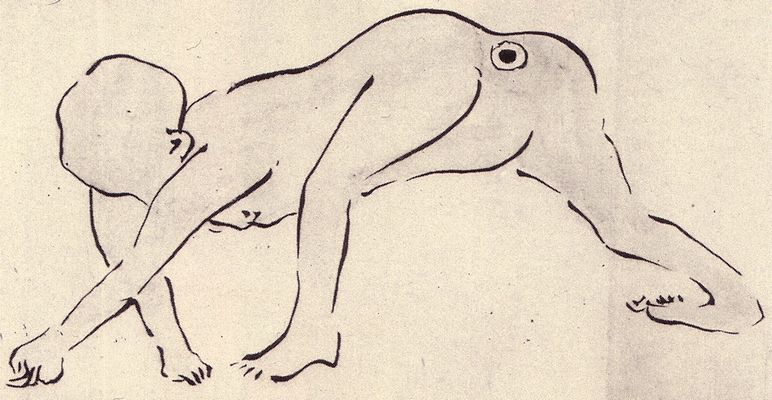
요사 부손 《부손요괴그림두루마리(蕪村妖怪絵巻)》의 시리메(尻目)

시리메
요사 부손의 《부손요괴그림두루마리(蕪村妖怪絵巻)》에 그려진 놋페라보. 교토시의 카타비라가츠지에 나타났다고 전해 내려오는, 사람을 만나면 옷을 벗고 전라가 되어 엉덩이에 있는 외눈을 번개처럼 빛나게 해 위협했다고 한다.
시로보즈, 쿠로보즈, 놋페후호후
각 항목 참고
눈도 귀도 없는 여자 귀신(메오니)
이름에 대해서는 불명이지만, 《겐지모노가타리》의 테나라이에 "눈도 코도 없는 젊은 여자 귀신의~"라는 기술이 있고, 놋페라보의 원류로 보이는 요괴 존재(얼굴 없는 귀신)이 고대 말에서부터 전해져 내려오고 있다.(적어도 헤이안 시대 중기의 긴키 지방에서 그런 괴담이 알려져 있다.) 서술 내용에서도 당시에는 입이 있었다고 한다.
오하구로벳타리
겉모습은 눈도 귀도 없는 여자귀신과 비슷하지만 관계는 불명.
케나시코루우나루페
아이누에 전해 내려오는 요괴. 앞서 서술한 눈과 코가 없는 타입과는 달리, 눈과 입이 없고, 코만 있는 괴녀로 얼굴은 까맣다고 한다.
달걀귀신
한국의 달걀귀신도 얼굴이 없는 귀신으로 유명하다.